# Evan McGaughey
Evan McGaughey (Carthage, 20 aprile 1994) è un cestista statunitense.